# 徐虎
徐虎（1950年12月—），中华人民共和国上海市的一名劳动模范。
徐虎1969年參加工作，1975年开始在上海市普陀区中山北路房管所工作，担任水电工。後來為上海中山物业公司（隸屬於西部企業集團）的一員。1984年，徐虎获上海市优秀社会服务工作者一等奖。1996年4月18日，人民日报、新华社等多家中国媒体在头版头条等重要位置大篇幅介绍徐虎的事迹。“徐虎精神”也在此时被提出。